# The Mudge Boy
The Mudge Boy é um filme independente de drama romântico lançado em 2003, dirigido por Michael Burke, baseado no seu curta-metragem de 1998 Fishbelly White.[carece de fontes?]

## Sinopse
No interior dos Estados Unidos, o tímido Duncan Mudge (Emile Hirsch) vive um difícil relacionamento com seu pai, Edgar (Richard Jenkins), desde a morte da mãe. Fechado, o jovem vive andando com uma galinha, sua melhor amiga, e é considerado anormal pelos outros, sendo motivo de piada por ser muito sensível. Ele também tem o hábito desaprovado do pai de vestir as roupas da mãe. Um dia, porém, ele acaba fazendo amizade com Perry (Tom Guiry), com quem mantém um um forte laço, que, pouco a pouco, acaba ultrapassando os limites.

## Enredo
No passado, a mãe de Duncan Mudge morreu de um ataque cardíaco enquanto andava de bicicleta. Atualmente, Duncan trabalha com seu pai em luto, Edgar, em sua granja, onde Duncan desenvolveu um vínculo com a maioria das galinhas. Seu relacionamento com seu pai foi dividido devido à depressão de seu pai . Enquanto andava de bicicleta com uma das galinhas em um caminho rural, ele para para acariciar uma vaca pertencente a Perry Foley, com quem ele conversa.
No dia seguinte, na igreja, Duncan interrompe Perry fazendo sexo no banheiro com uma garota chamada Tonya. Perry e seus amigos chegam depois a uma loja de conveniência, onde Duncan está recarregando seus pneus. Tonya está com o grupo e conforta Duncan por sua mãe; ela convida Duncan para ir com eles. Mais tarde, no celeiro de Duncan, Perry conta a Duncan sobre um de seus encontros sexuais.
Duncan visita Perry novamente, que tem um corte no lábio por causa de seu pai abusivo . Perry o leva para nadar em um lago abaixo de uma ponte de apoio. Duncan começa a ter sentimentos por Perry. De volta à fazenda, Perry pergunta sobre os pais de Duncan e fala sobre sua falta de um modelo de crescimento. Duncan então mostra a Perry como sua mãe o ensinou a acalmar uma galinha colocando a cabeça em sua boca. Perry o envergonha por isso e vai para casa. Duncan mais tarde vai com os amigos de Perry a uma festa ao ar livre e encontra Perry recebendo felação de abril. Após a festa, eles examinam os pertences de sua mãe no celeiro. Perry o convence a colocar o vestido de noiva de sua mãe como uma piada, o que ele faz com relutância. Ele então força Duncan a fazer sexo oral nele, antes que ele o estupre. O pai de Duncan o pega no vestido ao lado de Perry e fica enojado.
Pela manhã, Duncan para de cavar um terreno e é repreendido por seu pai. Seu pai começa a queimar os pertences de sua esposa. À noite, Duncan encontra Perry em um trator, onde Perry diz que eles não deveriam ser amigos. Duncan pergunta se ele pensou em beijá-lo antes de Perry fazê-lo. Duncan o beija novamente, enquanto Perry diz a ele para ficar longe. Na loja de conveniência, Perry e seus amigos roubam o frango de Duncan e o insultam. Perry devolve a Duncan e diz a ele para colocar a cabeça do frango na boca. Enquanto é atormentado por isso, Duncan arranca a cabeça da galinha com uma mordida. Seu pai mais tarde o vê chegar com a galinha morta e responde abraçando-o enquanto Duncan começa a chorar.[carece de fontes?]

## Elenco
- Emile Hirsch ... Duncan Mudge
- Tom Guiry ... Perry Foley
- Richard Jenkins ... Edgar Mudge
- Pablo Schreiber ... Brent
- Zachary Knighton ... Travis

## Recepção
Roger Ebert do Chicago Sun-Times chamou-o de "estranho e intenso, muito bem atuado, e impossível de esquecer". Lisa Rose do The Star-Ledger disse que "Não é um filme fácil de assistir, mas é memorável".